# Marcel Mettelsiefen
Marcel Mettelsiefen (nacido en 1978) es un cineasta, director de fotografía y productor documental alemán. Sus documentales han recibido numerosos premios. Entre sus reconocimientos, ha ganado cuatro premios BAFTA y cuatro premios Emmy. En 2017, fue nominado al Oscar por Watani: My Homeland en la categoría de Mejor Cortometraje Documental. En 2023, ganó dos premios BAFTA por Children of the Taliban y ese mismo año, In Her Hands fue nominado a tres premios Emmy, obteniendo el galardón al Mejor Documental de Política y Gobierno.

## Biografía
Mettelsiefen cuenta con una formación en fotoperiodismo y ha reportado desde diversas regiones del Medio Oriente, Afganistán y Sudamérica. Es cofundador de la revista Zenith, una de las principales publicaciones sobre el Medio Oriente y el mundo árabe en Alemania, y es miembro fundador de Candid Foundation, una organización alemana sin fines de lucro.
Estudió ciencias políticas y medicina en la Universidad Humboldt de Berlín. En 2012, Mettelsiefen cambió del fotoperiodismo al cine, evolucionando de ser un fotoperiodista en zonas de conflicto a convertirse en un galardonado cineasta documental.

## Carrera
Mettelsiefen nació en Múnich, hijo de padre alemán y madre ecuatoriana, y comenzó con la fotografía tras graduarse de la escuela secundaria. Ingresó al fotoperiodismo a través de su trabajo para la revista Zenith – Zeitschrift für den Orient, fundada en 1998. 
A principios de los años 2000, viajó a Israel y los Territorios Palestinos, fotografiando para la agencia de noticias Associated Press. Tras su regreso, comenzó a trabajar para la agencia de noticias alemana Deutsche Presse-Agentur, reportando desde áreas de crisis como Afganistán (2001), Irak (2003) y Haití (2004). 1
Además de su labor como fotógrafo, Mettelsiefen estudió ciencias políticas y medicina en la Universidad Libre de Berlín. En 2008, viajó a Afganistán durante 14 meses, donde inició una colaboración con el corresponsal de Spiegel, Christoph Reuter, en Kabul. 2 3
Al inicio de la Primavera Árabe, Mettelsiefen se desplazó a las zonas de conflicto en Egipto y Libia para la revista de noticias Der Spiegel. Entre 2011 y 2014, viajó de forma encubierta a Siria en más de 28 ocasiones, produciendo numerosos informes y cortometrajes documentales que le valieron diversos premios internacionales, incluidos el Premio Emmy, BAFTA, Grierson y el Premio Dupont. 4
Uno de los trabajos de Mettelsiefen es el cortometraje documental Watani: My Homeland, que narra la historia de niños en la Siria devastada por la guerra. Durante tres años, Mettelsiefen documentó la vida de una madre siria y sus cuatro hijos pequeños en la ciudad sitiada de Alepo. La película fue nominada al Oscar en 2017 y ganó, entre otros, un Premio Peabody, un Premio Grierson y un Premio Emmy. 5
En su serie documental de cuatro partes Afghanistan – The Wounded Land, Mettelsiefen entrelaza imágenes de archivo inéditas con testimonios de aquellos que han vivido los trágicos eventos de los últimos 50 años en Afganistán. Con un enfoque de 360 grados, permite que diversos actores expresen sus vivencias, incluidos agentes de la CIA, generales soviéticos, señores de la guerra afganos y, sobre todo, muchas mujeres afganas. 6
Children of the Taliban, ganador del premio BAFTA, ofrece un relato cinematográfico de las vidas de niños en Afganistán, contado a través de la lente y las historias de cuatro niños. 7
Su más reciente largometraje documental, In Her Hands, se estrenó con gran éxito en el fin de semana inaugural del Festival de Cine de Toronto 2022 y fue adquirido por Netflix. 8

## Premios y distinciones
Premios Óscar
| Año  | Categoría              | Película            | Resultado |
| ---- | ---------------------- | ------------------- | --------- |
| 2017 | Mejor documental corto | Watani: My Homeland | Nominado  |

| Año  | Premio                                                     | Obra                                                           | Resultado |
| ---- | ---------------------------------------------------------- | -------------------------------------------------------------- | --------- |
| 2023 | Emmy Outstanding Politics & Government Documentary         | En Sus Manos                                                   | Ganador   |
| 2023 | Emmy Outstanding Direction Documentary                     | En Sus Manos                                                   | Nominado  |
| 2023 | Emmy Outstanding Editing Documentary                       | En Sus Manos                                                   | Nominado  |
| 2023 | Peabody Award Best Documentary                             | Hijos de los Talibanes                                         | Nominado  |
| 2023 | BAFTA Best Documentary                                     | Hijos de los Talibanes                                         | Ganador   |
| 2023 | BAFTA Craft for Best Cinematography                        | Hijos de los Talibanes                                         | Ganador   |
| 2021 | Grimme Preis                                               | Afghanistan – Das verwundete Land (Afganistán: el país herido) | Ganador   |
| 2021 | Realscreen award                                           | Afghanistan – Das verwundete Land (Afganistán: el país herido) | Nominado  |
| 2021 | The Rose d'Or award                                        | Afghanistan – Das verwundete Land (Afganistán: el país herido) | Nominado  |
| 2021 | The Buzzies 2021                                           | Afghanistan – Das verwundete Land (Afganistán: el país herido) | Nominado  |
| 2017 | IDA award - Pare Lorentz Award                             | Watani my homeland                                             | Ganador   |
| 2017 | Grand Prix du Figra                                        | (ARTE version Syria, Return to Aleppo)                         | Ganador   |
| 2017 | Figra Young Jury Award                                     | (ARTE version, Return to Aleppo)                               | Ganador   |
| 2017 | Overseas Press Club 2017                                   | “Children of Syria”. PBS                                       | Ganador   |
| 2017 | Emmy Award                                                 | Mejor documental de actualidad                                 | Ganador   |
| 2016 | Prix Europa Iris Intercultural TV programq                 | Watani: My Homeland                                            | Ganador   |
| 2016 | AIB Award – International Current Affairs                  |                                                                | Ganador   |
| 2016 | Rory Peck Sony Impact Award                                |                                                                | Ganador   |
| 2016 | Columbia DuPont Award                                      | Watani my homeland                                             | Ganador   |
| 2016 | Foreign Press Awards                                       | TV Documentary/Feature Story of the Year                       | Ganador   |
| 2016 | Foreign Press Awards                                       | Journalist of the Year                                         | Ganador   |
| 2015 | Prix de Italy                                              | Children on the frontline                                      | Ganador   |
| 2015 | Grimme Preis                                               |                                                                | Ganador   |
| 2015 | FIGRA Award                                                |                                                                | Ganador   |
| 2015 | BAFTA best                                                 | Current affairs                                                | Ganador   |
| 2015 | BAFTA CRAFT                                                | Fotografía                                                     | Ganador   |
| 2015 | RTS Award                                                  | Current Affairs                                                | Ganador   |
| 2015 | International Emmy                                         | Children on the frontline (Niños en primera línea)             | Ganador   |
| 2014 | Peabody Award                                              |                                                                | Ganador   |
| 2014 | Hanns-Joachim Friedrichs Preis                             | Premio periodista del año                                      | Ganador   |
| 2014 | Amnesty International, Gaby Rado Memorial Award            | Children on the frontline (Niños en primera línea)             | Ganador   |
| 2014 | One World Media                                            | Television Award                                               | Ganador   |
| 2014 | Association for International Broadcasting award           |                                                                | Ganador   |
| 2014 | Grierson Best Documentary on a Contemporary Theme award    | Children on the frontline (Niños en primera línea)             | Ganador   |
| 2014 | Prix Bayeux International Award for                        | Children on the frontline (Niños en primera línea)             | Ganador   |
| 2014 | Edinburgh TV Festival Award - Best Producer Director debut | Children on the frontline (Niños en primera línea)             | Ganador   |
| 2014 | Cinema for Peace Award at the Berlinale                    | Children on the frontline (Niños en primera línea)             | Ganador   |
| 2014 | Le Figra award                                             | SYRIE : LA VIE OBSTINÉMENT                                     | Ganador   |
| 2014 | Premio Ilaria Alpi de Periodismo en Televisión             | Children on the frontline (Niños en primera línea)             | Ganador   |
| 2014 | Bayeux, Calvados awards                                    | Corresponsales de guerra, premio formato largo                 | Ganador   |
| 2014 | Frontline Awards                                           | Broadcast                                                      | Nominado  |
| 2014 | International Emmy                                         | Agony in Aleppo (Agonía en Alepo)                              | Ganador   |
| 2013 | FPA award                                                  | Agony in Aleppo (Agonía en Alepo)- Channel4 News               | Ganador   |
| 2013 | Rory Peck                                                  | Agony in Aleppo (Agonía en Alepo)                              | Ganador   |
| 2013 | New York documentary festival                              | Homs - a City Under Siege (Homs - una ciudad sitiada) CNN      | Ganador   |
| 2012 | Edward R.Murrow Award                                      | Homs - a City Under Siege (Homs - una ciudad sitiada)          | Ganador   |
| 2011 | Axel Springer Preis                                        |                                                                | Ganador   |

## Filmografía
| Año     | Nombre                                                                           | Productora            | Duración     |
| ------- | -------------------------------------------------------------------------------- | --------------------- | ------------ |
| 2023    | Un Segundo Desparo                                                               | Al Jazeera            | 39 mins      |
| 2022    | Hijos de los Talibanes                                                           | Channel 4             | 47 mins      |
| 2022    | En Sus Manos                                                                     | Netflix               | 1 h 33 min   |
| 2022    | Tanja                                                                            | BBC Storyville        | 84 min       |
| 2021    | Spanien rückt nach rechts (España se mueve a la derecha)                         | Arte/ZDF              | 32min        |
| 2021    | Die Thunfischer von Andalusien (Los pescadores de atún de Andalucía)             | Arte/ZDF              | 32min        |
| 2020    | Dutertes Methoden im Schatten des Virus (Métodos Dutertes a la sombra del virus) | Arte                  | 24 min.      |
| 2020    | Eine Bürgermeisterin gegen die Taliban (Un alcalde contra los talibanes)         | ARTE                  | 24min        |
| 2020    | The concierge (El conserje)                                                      | Festivalfilm          | 30min        |
| 2020    | El conserje                                                                      | Movistar España       | 52min        |
| 2020    | Corona in Spanien (Corona en España)                                             | ARTE/ZDF              | 32min        |
| 2020    | Afghanistan – Das verwundete Land (Afganistán: el país herido)                   | ARTE/NDR              | 4x52min      |
| 2019    | Cajun Navy (Armada Cajún)                                                        | Discovery channel     | 90min        |
| 2016    | Watani: My Homeland (Watani: mi patria)                                          | Festivalversion       | 40min        |
| 2016    | Slum Britain: 50 Years On (Gran Bretaña de tugurios: 50 años después)            | Channel5              | 52min        |
| 2016    | Children on the Frontline: The Escape (Niños en primera línea: El escape)        | PBS/ARTE/Channel4/ZDF | 52min        |
| 2014-16 | PBS Frontline (Serie documental de TV)                                           |                       | (2 Episoden) |
| 2014    | Unreported World (Mundo no informado) (Serie documental de TV)                   |                       | (1 Episode)  |
| 2014    | Syria: Children on the Frontline (Siria: niños en primera línea)                 | ARTE/ZDF/Channel4     |              |
| 2014    | Heimlich in Homs                                                                 | ARD                   | 30min        |
| 2013    | Agony in Aleppo (Agonía en Alepo)                                                | Channel4/ZDF          | 30min        |